# Suleyman Olad Roble
Suleyman Olad Roble (Mogadishu, 1963 - Riyad (Saoedi-Arabië), 12 februari 2010) was een Somalisch politicus. Hij was minister van sportzaken van Somalië in de overgangsregering. Roble raakte zwaar gewond na een zelfmoordaanslag tijdens een diploma-uitreiking aan enkele tientallen universiteitsstudenten in een hotel in Mogadishu op 3 december. Daarbij kwamen 25 personen om het leven, onder wie drie andere ministers van de Somalische overgangsregering. Roble bezweek twee maanden later aan zijn verwondingen in een ziekenhuis in Riyad.